# Matzes Monster
Matzes Monster (Originaltitel: Matt et les Monstres) ist eine französische Zeichentrickserie, die zwischen 2009 und 2014 produziert wurde.

## Handlung
Matze Mustermann lebt zusammen mit seinen Eltern in der kleinen Stadt Hübschheim. Gemeinsam gehen sie auf Monsterjagd und bekämpfen böse Widersacher in der Stadt und erleben dabei ständig neue Abenteuer.

## Produktion und Veröffentlichung
Die Serie wurde zwischen 2009 und 2014 in Frankreich produziert. Dabei sind 52 Folgen entstanden. Regie führte Grégory Panaccione und leitender Produzent war Christian Davin. Die Musik stammt von Laurent Aknin. Die deutsche Erstausstrahlung fand am 2. Juni 2009 auf dem Disney Channel statt. Im Free-TV wurde die Serie erstmals am 19. März 2011 auf KI.KA ausgestrahlt. Außerdem ist sie auf mehreren Video-on-Demand-Anbietern wie Amazon Video, ITunes, Maxdome und Kividoo verfügbar.

## Episodenliste
| Folge | deutscher Titel                           | deutsche Erstausstrahlung | englischer Titel           |
| 1     | Das Eiscreme-Monster                      | 02.06.2009                | Ice Scream, You Scream     |
| 2     | Das See-Monster                           | 04.06.2009                | The Monster Of The Lake    |
| 3     | Ein Monster sorgt für gute Noten          | 02.06.2009                | Appetite For Learning      |
| 4     | Der Geist in den Wassern                  | 05.06.2009                | The Freak Of The Leak      |
| 5     | Ferngesteuert                             | 08.06.2009                | Bovary Strikes Back        |
| 6     | Die Geheimwaffe                           | 09.06.2009                | The Secret Weapon          |
| 7     | Schwer verschimmelt                       | 10.06.2009                | Mold War                   |
| 8     | Das Müllmonster                           | 11.06.2009                | Talkin’ Trash              |
| 9     | Das Murmelmonster (Monströse Hypnose)     | 17.06.2009                | Ready … Get Set … Sleep!   |
| 10    | Das Ölmonster                             | 16.06.2009                | Oil Rush                   |
| 11    | Das Murmelmonster                         | 15.06.2009                | Let Sleeping Monsters Lie  |
| 12    | Hübschheim im Glückstaumel                | 18.06.2009                | Tickled Pink               |
| 13    | Das Jukebox-Monster                       | 19.06.2009                | Jukebox Jitters            |
| 14    | Das nebulöse Monster                      | 03.06.2009                | Fog Gets In Your Eyes      |
| 15    | Das doppelte Dingchen                     | 22.06.2009                | Double Dink                |
| 16    | Godzarella                                | 23.06.2009                | Ad Nausea                  |
| 17    | FBI-Besuch                                | 24.06.2009                | Bright Lights, Big Monster |
| 18    | Der Käsosaurus                            | 25.06.2009                | Holey Terror               |
| 19    | Das Spielzeug-Monster                     | 26.06.2009                | Toy Trouble                |
| 20    | Wie alles begann                          | 19.03.2010                | Average Family Tales       |
| 21    | Haarprobleme                              | 29.06.2009                | Hair Guitar                |
| 22    | Der Weihnachtsgrimm                       | 24.12.2009                | Fright Christmas           |
| 23    | Der Wellen-O-Saurus                       | 30.06.2009                | Waves Of Love              |
| 24    | Monsterfilme und Filmmonster              | 01.07.2009                | Panic At The Multiplex     |
| 25    | Monster-Schluckauf                        | 02.07.2009                | Bubble Trouble             |
| 26    | Im Netz der Alpträume                     | 03.07.2009                | Public Relations Nightmare |
| 27    | Die Monsterjagd-Lizenz                    | 06.07.2009                | The Hunting License        |
| 28    | (K)ein buntes Treiben                     | 07.07.2009                | Spring Festival Blues      |
| 29    | Monstropolis                              | 08.07.2009                | Monstroville               |
| 30    | Das Gemüsemonster                         | 09.07.2009                | Rural Furor                |
| 31    | Das Videospiel-Monster                    | 10.07.2009                | Wild Game                  |
| 32    | Haushälterin gesucht!                     | 13.07.2009                | Bovary Gets A Job          |
| 33    | Auf der Jagd nach der verlorenen Spürnase | 14.07.2009                | Doubting Bruce             |
| 34    | Das Halloween-Monster                     | 31.10.2009                | All Mallow’s Eve           |
| 35    | Die neuen Monsterjäger                    | 15.07.2009                | Paranoia City              |
| 36    | Das Stinke-Monster                        | 16.07.2009                | Groundshark Day            |
| 37    | Das Post-Monster                          | 17.07.2009                | Mailbox Mayhem             |
| 38    | Schmutzige Geschäfte                      | 20.07.2009                | Dirty Business             |
| 39    | Ein neues Hausmonster                     | 21.07.2009                | Monster Fatigue            |
| 40    | Monster-Matze                             | 22.07.2009                | Mad Monster Disease        |
| 41    | Monströse Geburtstagsüberraschung         | 23.07.2009                | Black Forest Monster       |
| 42    | Das Tornado-Monster                       | 24.07.2009                | Monster-Skelter            |
| 43    | Gähnende Gehirnleere                      | 27.07.2009                | A Beastly Affliction       |
| 44    | Das Magnet-Monster                        | 28.07.2009                | Monster Magnetism          |
| 45    | Hübschheims Monströsitäten [sic]          | 29.07.2009                | Monsters Are The New Black |
| 46    | Ein monströser Bruder für Robin           | 30.07.2009                | A Brother For Manson       |
| 47    | Monströse Kunst                           | 31.07.2009                | Matt Suffers For His Art   |
| 48    | Eine überschattete Geburtstagsparty       | 03.08.2009                | The Shadow Monster         |
| 49    | Kleider machen Monster                    | 04.08.2009                | Clothes Make The Monster   |
| 50    | Der Werbe-Spot                            | 05.08.2009                | Spot                       |
| 51    | Das Glasmonster                           | 06.08.2009                | Pitch Perfect              |
| 52    | Das (Uhr-)Zeit-Monster                    | 07.08.2009                | The Temp-O-Saurus          |